# Бобошко, Вера Юрьевна
Вера Юрьевна Бобошко (укр. Віра Юріївна Бобошко; род. 1993) — украинская спортсменка, Мастер спорта Украины международного класса.

## Биография
Родилась в 1993 году в городе Снятын Ивано-Франковской области Украины.
С 13 лет начала заниматься спортивными танцами в школе, одновременно начав заниматься спортом. Юную ученицу заметил Василий Иванович Марусик, который стал её первым тренером. Когда девочка увлеклась таким сложным видом спорта, как пауэрлифтинг, её заметил известный тренер Василий Дмитриевич Оробец.
Окончила Прикарпатский национальный университет имени Василия Стефаника. Проживает в Ивано-Франковске.

## Спортивные достижения
- Серебряный призёр чемпионата мира по пауэрлифтингу IPF среди юношей и юниоров — 2010 год (Чехия, Пльзень).[4]
- Бронзовый призёр Чемпионата мира 2012 года в чешском городе Пльзень.
- В 2014 году на чемпионате Европы по пауэрлифтингу (София, Болгария) завоевала бронзовую медаль.[5]
- В 2015 году на чемпионате Европы в Венгрии завоевала 2 место в общем зачете, заняв 1 место в приседании и 2 место в становой тяге.